# 타분빵
타분빵(طابون+pão, 아랍어: خبز طابون 쿠브즈 타분[*])은 레반트 지역의 납작빵이다. 타분에서 구워 내며, 무삭칸 등 팔레스타인 요리의 주요 구성 요소이다.

## 사진

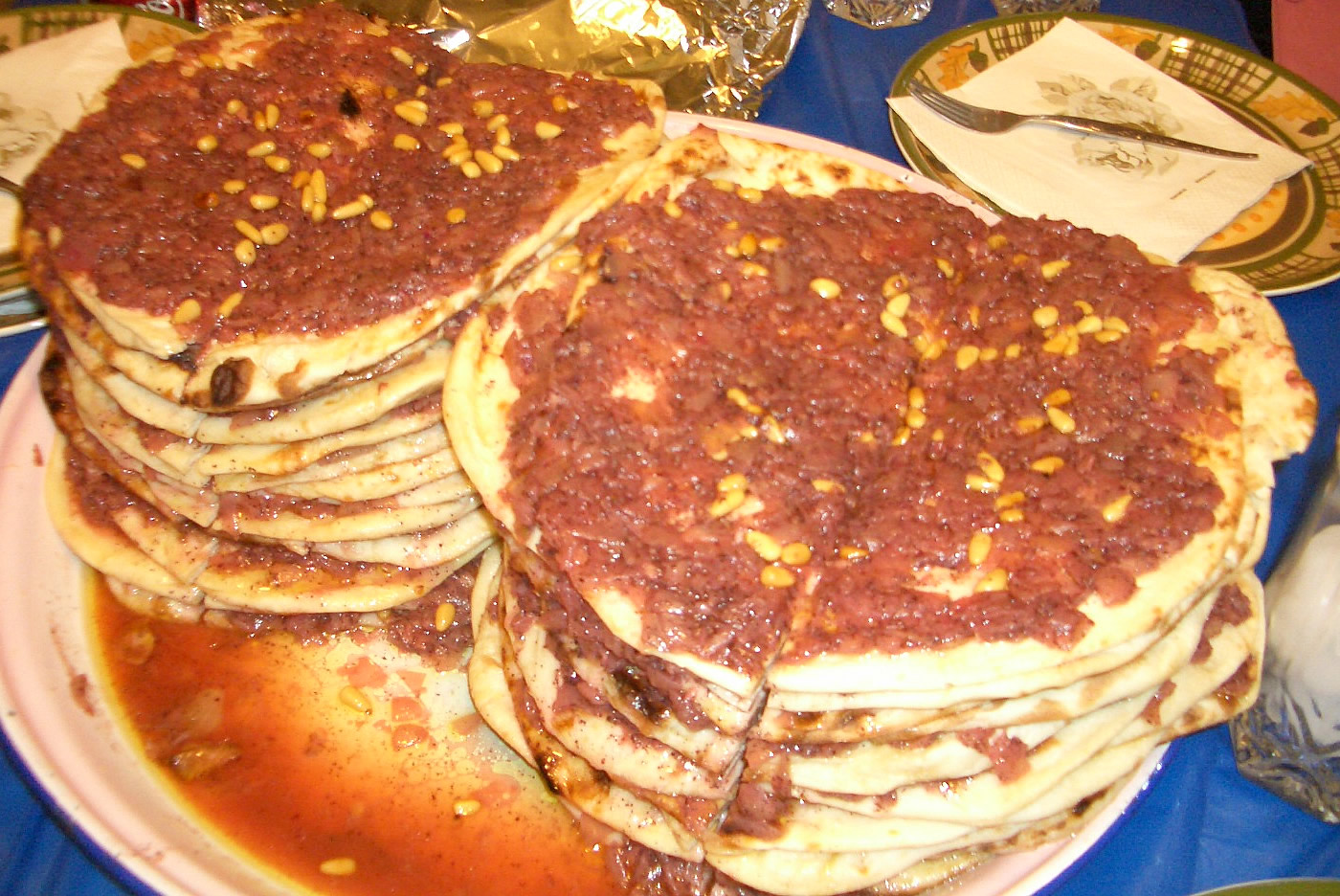
무삭칸

## 같이 보기
- 탄두르빵